# 聯合國安全理事會第85號決議
《聯合國安理會85號決議》是1950年7月30日在聯合國安全理事會第479次會議通過的。這項決議授權道格拉斯·麥克阿瑟帶領的聯合國軍支援韓國平民，並請求各國政府、各聯合國專門機關及非政府組織支持聯合國司令部進行上述任務。
該決議以9票對0票通過，南斯拉夫社會主義聯邦共和國棄權及蘇聯缺席（蘇聯在1950年初曾因中國在聯合國的席位抵制出席，該國於隔月重新出席，另外因為否決之故此後安理會討論持續遭到杯葛，美國遂引入了聯合國大會第377號決議）。

## 外部連結
- 85號決議全文 （页面存档备份，存于）

1. ↑   (PDF).   [2023-10-17]. （原始内容存档 (PDF)于2024-02-11）.